# Bracia Mniejsi Odnowieni
Bracia Mniejsi Odnowieni (wł. Frati Minori Rinnovati) - katolickie zgromadzenie zakonne powstałe w 1972 r. jako odrośl kapucynów z zamiarem odnowienia ducha franciszkańskiego.
W 1968 r. kilku kapucynów z terenu południowych Włoch wystąpiło z prośbą o umożliwienie im życia według Reguły Zakonu sine glossa ("bez wyjaśnień"). Od miejsca osiedlenia znani byli jako Ruch z Fabriano. W 1972 r. zostali zatwierdzeni na prawie diecezjalnym przez arcybiskupa Monreale Corrado Migno. 
Zgromadzenie liczy sobie obecnie ok. 50 braci rozlokowanych we Włoszech (3 klasztory), Tanzanii (1 klasztor) i Kolumbii (3 klasztory).